# Zafra
Zafra, também conhecida como Pequena Sevilha, é um município da Espanha, na província de Badajoz, comunidade autónoma da Estremadura. É a capital da comarca de Zafra-Río Bodión, tem 62,6 km² de área e em 2021 tinha 16 786 habitantes (densidade: 268,1 hab./km²).

## Demografia
| Variação demográfica do município entre 1991 e 2004 [carece de fontes?] | Variação demográfica do município entre 1991 e 2004 [carece de fontes?] | Variação demográfica do município entre 1991 e 2004 [carece de fontes?] | Variação demográfica do município entre 1991 e 2004 [carece de fontes?] |
| ----------------------------------------------------------------------- | ----------------------------------------------------------------------- | ----------------------------------------------------------------------- | ----------------------------------------------------------------------- |
| 1991                                                                    | 1996                                                                    | 2001                                                                    | 2004                                                                    |
| 14266                                                                   | 14884                                                                   | 15253                                                                   | 15542                                                                   |